# Моррис, Джейсон
Джейсон Моррис (англ. Jason Newth Morris; род. 3 февраля 1967, Scotia, Нью-Йорк) — американский дзюдоист, чемпион и призёр чемпионатов США и Панамериканских игр, призёр чемпионата мира, участник четырёх Олимпиад, серебряный призёр летних Олимпийских игр 1992 года в Барселоне.

## Карьера
Выступал в полусредней и средней весовых категориях (до 78 и до 86 кг). В период с 1986 по 1999 годы шесть раз становился чемпионом США и по разу серебряным и бронзовым призёром чемпионатов страны. Дважды становился победителем Панамериканских игр и один раз серебряным призёром. В 1993 году завоевал бронзу мирового первенства.
На летних Олимпийских играх 1988 года в Сеуле Моррис занял 20-е место. На следующей Олимпиаде в Барселоне стал серебряным призёром. В 1996 году на Олимпиаде в Атланте стал в итоговом протоколе 17-м. На Олимпиаде 2000 года в Сиднее в первой схватке Моррис проиграл австралийцу Дэниэлу Келли и выбыл из дальнейшей борьбы.